# Nagyváty
Nagyváty ist eine ungarische Gemeinde im Kreis Szigetvár im Komitat Baranya.

## Geografische Lage
Nagyváty liegt ungefähr fünf Kilometer nordwestlich von Szentlőrinc und zehn Kilometer östlich der Kreisstadt Szigetvár. Nachbargemeinden sind Nyugotszenterzsébet, Kacsóta und Nagypeterd.

## Geschichte
Im Jahr 1913 gab es in der damaligen Kleingemeinde 112 Häuser und 478 Einwohner auf einer Fläche von 2205 Katastraljochen. Sie gehörte zu dieser Zeit zum Bezirk Szentlőrincz im Komitat Baranya.

## Gemeindepartnerschaft
- Tăureni (Harghita), Rumänien

## Sehenswürdigkeiten
- Reformierte Kirche, erbaut 1820, umgebaut und erweitert 1865, 1892–1895 und 1905
- Weltkriegsdenkmal (I. és II. világháborús emlékmű), neben der Kirche
- 250 Jahre alte Feldulme mit einem Stammumfang von über 4,3 Metern

## Verkehr
Nagyváty ist nur über die Nebenstraße Nr. 66112 zu erreichen. Der nächstgelegene Bahnhof befindet sich zwei Kilometer südlich in Szentdénes.